# جو صايغ
جو صايغ هو سياسي نيوزيلندي، ولد في 7 مارس 1884، وتوفي في 29 مارس 1946. نشط حزبياً في حزب العمال النيوزيلندي.